# 178 av. J.-C.
Cette page concerne l'année 178 av. J.-C. du calendrier julien proleptique.

## Événements
- 25 décembre 179 av. J.-C. (15 mars 576 du calendrier romain)  : début à Rome du consulat de Aulus Manlius Vulso et Marcus Iunius Brutus[1]. 
  - Occupation de l'Istrie par le consul Manlius Vulso ; parti d'Aquilée, il passe le Timavus et prend position, ses deux légions campant séparément, tandis que 3 000 alliés gaulois forment un troisième camp. Les Istriens détruisent ses avant-postes et attaquent son camp, et ses troupes paniquées fuient pour rejoindre l’escadre romaine stationnée à proximité. Manlius parvient à discipliner ses hommes, puis reprend la main en attaquant les Istriens avec les troupes de ses deux autres camps[2].